# Думнонія
Думнонія — давня бритська держава, яка існувала на території Британії приблизно з ІІІ по першу третину Х століття. У межах держави перебували сучасний Девон, більша частина Сомерсету і, можливо, частина Дорсету. Думнонія виникла ще в епоху панування римлян приблизно у III сторіччі як племінна держава думнонів. На початку свого існування вона залежала від Римської імперії. Десь на початку V століття Думнонія звільнилася з-під влади Риму. Упродовж V сторіччя у західній частині Думнонії з'явилися держави Керноу (Корнубія) і Ліонессе. Також, у V—VI століттях місцеві брити масово переселялися на розташований південніше півострів Бретань. Столицею Думнонії було місто Кайр-Віск (суч. Ексетер). Після вторгнення саксів держава бритів опинилися відірваною від решти кельтських держав. Близько 710 року сакси захопили столицю Думнонії. У кінці VIII сторіччя англосакси заволоділи ще кількома землями держави, відтіснивши кельтів на край півострова Корнволл. Повстання у 838 році, спрямоване проти англосаксонського панування, не мало успіху для думнонців. У кінці першої третини Х століття Думнонія остаточно була повністю захоплена, її правителі стали ерлами Корнволлу.

## Назва та мова
Найменування держави (королівства) отримане від назви кельтського племені думнонів, які мешкали на території майбутньої держави у залізну добу та у часи панування римлян.
Думнонія, інші варіанти Дамнонія, Домнонія, є латинською назвою регіону. Саксами сусіднього Вессексу вона іменувалася як Королівство Westwaliser. Давньоваллійською мовою, як і місцевою мовою, Думнонія була відома як Dyfneint. Ця форма збережена в англійській назві сучасного графства Девон, а також у сучасних валлійській (Dyfnaint) і корнській (Dewans) мовах.
Думнони розмовляли на діалекті кельтської бритської мови, схожої на давньокорнську мову. Також, в Думнонії виявлена присутність переселенців з Ірландії, що підтверджується знахідками каменів з написами огамічною мовою.

## Історія
Під час римської окупації Британії (див. Римська Британія) Думнонія перебувала під владою римлян, маючи статус Civitas. Перша столиця держави знаходилися у межах сучасного Ексетера і називалася римлянами як Isca Dumnoniorum (Іска Думноніорум), а бритами — Caeresk (Кереск). Іска Думноніорум було головним містом римської цівітас думнонів.
Як справжнє королівство Думнонія стає у кінці IV століття із зникненням централізованої римської влади, а не пізніше відходу римлян з Британії у 410 році набуває повної незалежності. Однак, достовірно не відомо, чи Думнонія була політично єдиною державою, чи союзом декількох дрібних королівств. Корнволл, здається, у будь-якому випадку у значній мірі був самостійним, оскільки на його території згадується окреме плем'я корновіїв.[джерело?]
Занепад королівства Думнонії розпочався тоді, коли більша частина держави у 652—685 роках підпала під контроль західних саксів (Вессекс). Корнволл як частина колишньої державності бритів зберігала незалежність до Х століття.
Уже з початку VI століття посилилося протистояння Думнонії з Королівством Вессекс. Не пізніше 658 року Думнонія втратила владу над районом Сомерсету, який розміщений на північ та схід від річки Паррет та у 710 році вона розпрощалася з рештою Сомерсету. Не пізніше 20 років по тому до Вессекса було долучено решту Девонширу. Затяжний конфлікт між державами тривав, поки Думнонію у ІХ сторіччі остаточно не було приєднано до англосаксонського королівства. Все це зумовлювало переміщення частини населення з південно-західної Англії до теперішньої Бретані. Відомо, що до Х сторіччя на території Думнонії кельти проживали разом з англосаксами. Підтвердженням включення Думнонії до складу англосаксонської держави стало встановлення у першій третині Х століття королем Етельстаном західного кордону Вессексу по річці Теймар.

## Правителі Думнонії
Міфічні володарі:
- Карадок (290—305)
- Донольт, брат Карадока (305—340)

Імовірні правителі, від яких йде родовід наступних королів:
- Конан Меріадок ап Герайнт (340—387),
- Гадеон ап Конан (387—390)
- Гворемор ап Гадеон (387—400)
- Тутвал ап Гворемор (400—410)
- Кономор ап Тутвал (410—435)
- Костянтин ап Кономор (435—443)
- Ербін ап Костянтин (443—480)
- Герайнт ап Ербін (480—514)
- Кадор ап Герайнт (514—530)
- Костянтин ап Кадор (530—560) помер в 576 році
- Геррен ап Костянтин (560—598)

Засвідчені у писемних джерелах королі:
- Бледрик ап Костянтин (598—613)
- Клемен ап Бледрик (613—633)
- Петрок ап Клемен (633—658)
- Кулмін ап Петрок (658—661)
- Донарт ап Кулмін (661—700)
- Герайнт ап Донарт (700—710)

Королі Корнволлу:
- Ітел ап Донарт (710—715)
- Діфнвал ап Ітел (730—750)
- Коврдоллі ап Діфнвал (750—770)
- Освальд ап Коврдоллі (770—790)
- Гернам ап Освальд (790—810)
- Гопкін ап Гернам (810—830)
- Мордаф ап Гопкін (830—850)
- Ферфердін ап Мордаф (850—865)
- Донарт (865—876)
- Елуід ап Ферферден (880—890)
- Алонор ап Елуід (890—900)
- Рікат (900—910)
- Гівел (910—926)

Графи Корнволлу:
- Конан ап Алонор (926—937)
- Ролоп ап Алонор (940—960)
- Вортегін Хелін ап Ролоп (960—980)
- Веффін ап Вортегін (980—1000)
- Алурд ап Веффін (1000—1010)
- Ґодвін ап Алурд (1010—1050)
- Герберт ап Ґодвін (1050—1066)
- Кадок ап Герберт (1066—1068)
- Роберт, граф де Мортен (1068—1084)
- Вільям ап Роберт де Мортен (1084—1106)
- Кадок ап Кадор (1100—?)

Донька Кадока Евіс вийшла заміж за Вільяма ап Роберта де Мортена і титул графа Корнволлу передався норманам і вже ніколи не повернувся до рідної королівської сім'ї.